# Alfombra de Shiraz
La alfombra de Shiraz es un tipo de alfombra persa. Están tejidas por las tribus nómadas Qashqai de Fars. Este tipo de alfombras ha tomado el nombre de Shiraz porque es la capital de la provincia y, por su bazar, el centro de concentración y venta de alfombras.
Las técnicas tradicionales de tejido de alfombras en Fars fueron elegidas como Patrimonio Cultural Inmaterial de la Humanidad en el 2010, por la Unesco.

## Descripción
Las decoraciones son realmente ejecutadas por los Qashqai: el dibujo es simple y geométrico, realizado según un trazado lineal y en colores muy vivos. El motivo principal es el rombo, solo o reproducido tres veces o más en el sentido de la longitud. 
El borde es de bandas múltiples, estrechas, enmarcando una banda más larga decorada con motivos que evocan la hoja de palmera y el pino.